# Lisbeth Gruwez
Lisbeth Gruwez, née le 11 août 1977 à Courtrai en Belgique, est une danseuse et chorégraphe belge de danse contemporaine.

## Biographie
Lisbeth Gruwez commence la danse par une formation classique dès l'âge de six ans puis à partir de 1991 fait ses études de danse à l'Institut Stedelijk d'Anvers avant d'intégrer le P.A.R.T.S. d'Anne Teresa De Keersmaeker pour son cycle de formation de deux ans en 1997-1998,. Elle débute comme danseuse au sein de la compagnie Ultima Vez de Wim Vandekeybus, puis après seulement une année décide de quitter cette compagnie pour travailler avec Jan Fabre avec lequel elle interprète deux pièces importantes Tant que le monde a besoin d'une âme de guerrier et Je suis sang créé au Festival d'Avignon. Elle travaille ensuite pour d'autres chorégraphes flamands ou de la scène flamande, notamment Grace Ellen Barkey, Sidi Larbi Cherkaoui (dans Foi en 2003), mais aussi Riina Saastamoinen.
En juin 2004, son interprétation du solo de Quando l'uomo principale è una donna qu'elle a coécrit avec Jan Fabre a été particulièrement remarquée et constitue une pièce importante du répertoire de danse contemporaine mais aussi de la performance plasticienne,,.
En 2006, elle crée avec le musicien et compositeur Maarten Van Cauwenberghe la compagnie Voetvolk. En 2010, elle interprète le personnage principal du film Lost Persons Area de Caroline Strubbe, performance pour laquelle elle est nommée à un Prix du cinéma flamand dans la catégorie « meilleure actrice ».

## Principales chorégraphies
- 2003 : See-Sick avec le collectif Polydans
- 2004 : Quando l'uomo principale è una donna (solo) en collaboration avec Jan Fabre
- 2007 : Forever Overhead
- 2007 : MANUAL(s)
- 2008 : Birth of Prey
- 2010 : HeroNeroZero
- 2011 : L'Origine
- 2012 : It's Going to Get Worse and Worse and Worse, My Friend
- 2014 : AH/HA
- 2015 : Lisbeth Gruwez dances Bob Dylan
- 2016 : We're Pretty Fuckin' far from Okay
- 2018 : The Sea Within, pièce pour dix danseuses

## Filmographie
- 2001 : Les Guerriers de la beauté de Pierre Coulibeuf
- 2010 : Lost Persons Area de Caroline Strubbe – Betty